# Proximity Prague
Proximity Prague je komunikační agentura sídlící v Praze. Je součástí mezinárodní sítě Proximity Worldwide a přidružena k síti BBDO.Na českém trhu působí od dubna 2014 ve strategické alianci s agenturou Mark BBDO. Specializuje se na tvorbu kampaní a budování značek, Customer Experience Management, Customer Relationship Management jakož i analýzy, výzkumy a speciální projekty.

## Klienti
Mezi klienty Proximity Prague patří například:
- Centropol
- Česká pojišťovna
- ČSOB
- Fond ohrožených dětí
- Mondelēz
- Procter & Gamble
- Shell

## Významné kampaně

### T-run [ty:ran]
Inspirace: Kampaň vznikla na objednávku společnosti T-Mobile Czech Republic pro podporu zahájení prodeje chytrého mobilu iPhone 4s od společnosti Apple ve firemních prodejnách T-mobile dne 28. října 2011. Kreativní řešení se volně inspirovalo příběhem o Králi lesa, který v knize Zlatá ratolest popsal antropolog James Frazer: v aricijském háji u jezera Nemi rostl posvátný strom se zlatou ratolestí, kterou neustále střežil velekněz, zvaný Král lesa. Platilo, že kdokoliv mohl Krále lesa beztrestně zabít, ulomit zlatou ratolest a tím se stal novým Králem lesa (se všemi výhodami i zápory této funkce).
Průběh akce: 28. října v 8 ráno z 10 vybraných prodejen T-mobile vyběhlo 10 špičkových freerunnerů pod vedením Jima Dohnala. Každý T-runner nesl v batohu nový iPhone 4s a jeho aktuální polohu na mapě bylo možné pomocí GPS sledovat on-line na Facebooku. Komu se podařilo T-runnera chytit (stačilo se dotknout), získal jeho iPhone. Pokud by ho do 12 hodin nikdo nechytil, zůstal by mu iPhone jako odměna.
Výsledek: Netradiční kampaň s minimálními náklady měla značný ohlas v médiích a úspěšně splnila své cíle. Všichni T-runneři byli chyceni.

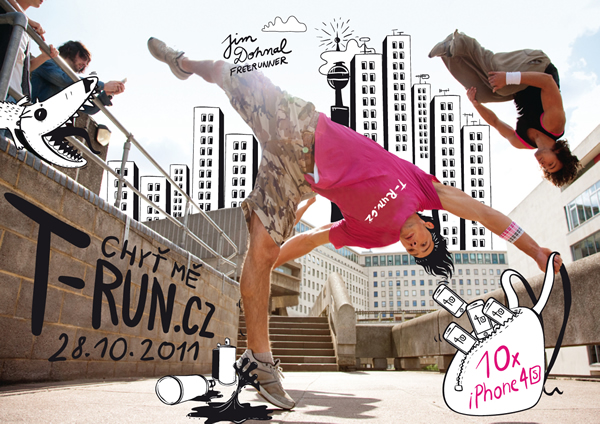
Plakát akce T-run

## Ocenění
Během své existence získala Proximity Prague řadu ocenění na nejvýznamnějších světových i domácích festivalech a soutěžích reklamy. Mezi ty nejcennější patří: Cannes Lion, Echo, John Caples, Eurobest a Effie.